# Burt Munro

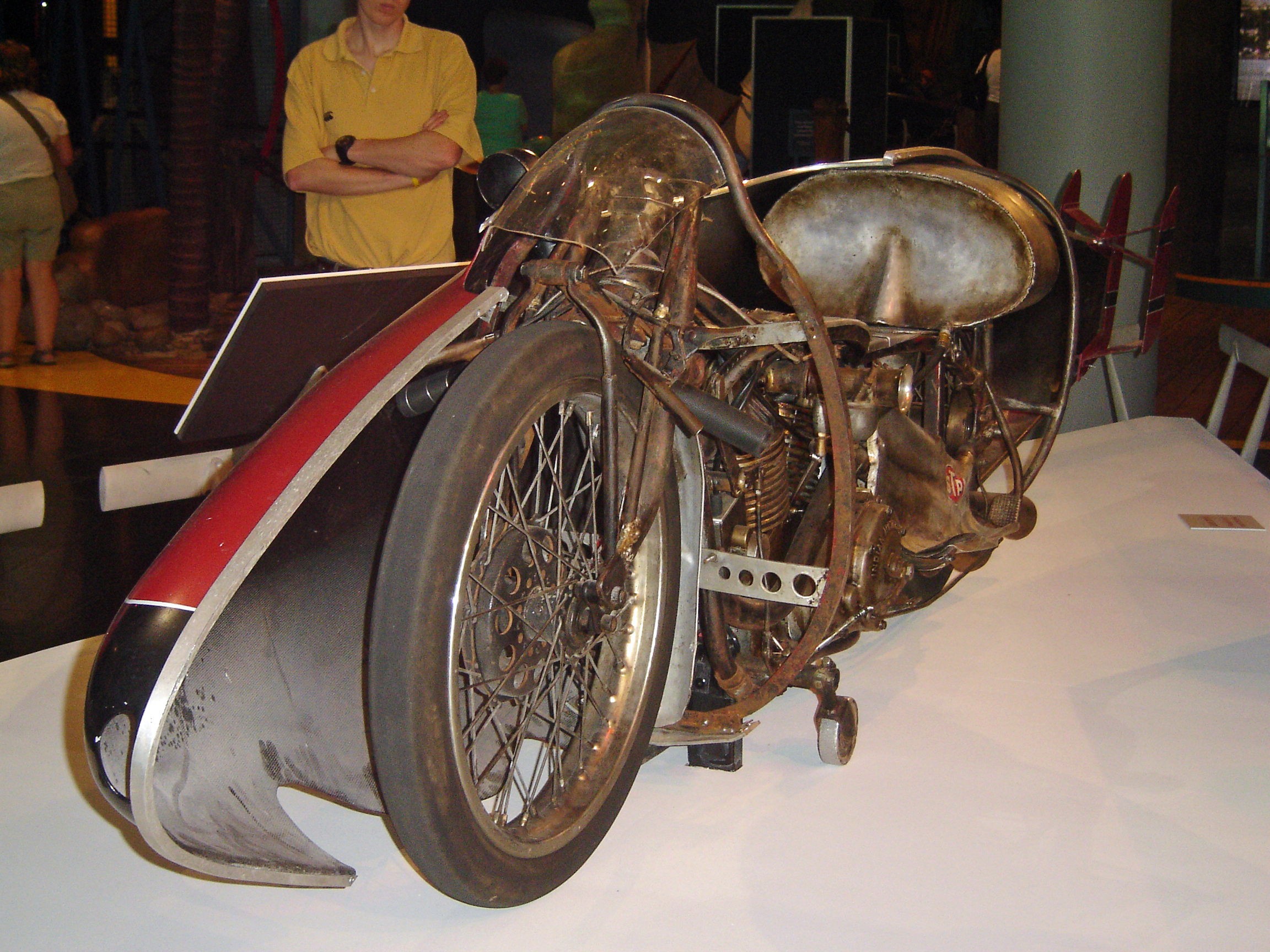
Réplica de la Indian de 1920 usada por Burt Munro para superar la plusmarca de velocidad. Parte del carenado se ha desmontado para mostrar el interior de la moto.

Herbert James "Burt" Munro (1899 – 1978). Nacido en Invercargill, Nueva Zelanda fue un entusiasta de la motocicleta. En 1915 ya tenía su primera motocicleta, una Douglas. En 1920 adquirió su Indian Twin Scout por la irrisoria cantidad de 50 libras. Estuvo durante toda su vida modificando y mejorando su Motocicleta Indian. Construyó él mismo en su garaje de forma artesanal muchas de las piezas que usaría en su motocicleta como los pistones, las cabezas de los cilindros y el embrague, utilizando incluso latas de conservas como materia prima.
Con 68 años cumplidos, pero con espíritu juvenil en su interior, en 1967, Munro decidió poner una culminación a la obra de su vida viajando desde Invercargill, Nueva Zelanda, hasta Bonneville Salt Flats, en el estado estado de Utah, para intentar participar en la carrera de la Semana de la Velocidad que se celebra cada año, y probar así las posibilidades de su moto. A pesar de no estar inscrito logró superar las barreras burocráticas y consiguió una plusmarca de velocidad de motocicletas de menos de 1000cc superando los 300 kilómetros por hora (201,488 millas por hora). Regresó a su país para volver unas nueve veces más (resultando cada una en una plusmarca) antes de fallecer.

## Plusmarcas
- En 1962 situó la plusmarca en 288 km/h con su motor modificado a 850 cc.
- En 1967 su motor fue modificado hasta los 950cc y situó la plusmarca en 295,44 km/h. Para cualificar hizo una carrera de una sola dirección a 305,96 km/h, la máxima velocidad a la que oficialmente se ha registrado una Indian. Volvió unas nueve veces y su plusmarca de 1967 en motos de menos de 1000 cc aun sigue sin ser superada.

## Cine
Una película sobre sus logros se rodó en 2005 titulada Burt Munro: Un sueño, una leyenda (título original The World's Fastest Indian), protagonizada por Anthony Hopkins y dirigida por Roger Donaldson. Cuenta la historia de su viaje a Estados Unidos para correr en el lago de salado de Utah.